# جهانگیر عراقی
جهانگیر عراقی بوکسور ایرانی وزن ۷۵ و ۸۱ کیلوگرم اهل نوشهر است که سابقهٔ حضور در تیم ملی بوکس ایران را نیز دارد.